# پاداش پریر
پاداش پریر (انگلیسی: Perrier's Bounty) فیلمی ایرلندی در سبک جنایی است که در سال ۲۰۰۹ منتشر شد. از بازیگران آن می‌توان به کیلین مورفی، برندن گلیسون، جیم برودبنت، جودی ویتاکر و لیام کانینگهام اشاره کرد.